# Técnica del insecto estéril

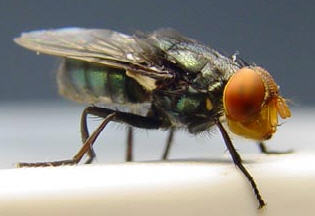
La mosca del gusano barrenador fue la primera plaga exitosamente eliminada de una área a través de la técnica del insecto estéril, utilizando un enfoque de gran área.

La técnica del insecto estéril (TIE, o SIT por sus siglas en inglés) es un método de control biológico de insectos, por el cual un número abrumador de insectos estériles son liberados a la naturaleza. Los insectos estériles liberados son normalmente machos. Las hembras causan el daño por poner huevos en el cultivo, o en el caso de los mosquitos, tomando sangre de humanos. Los machos estériles liberados compiten con los machos salvajes o silvestres para aparearse con las hembras. Las hembras solo se aparean una sola vez en su vida. Cuando se aparean con un compañero estéril no producen descendencia, por ende se reduce la población de la siguiente generación. 
Liberaciones repetidas de machos estériles pueden disminuir poblaciones pequeñas, aunque el éxito con poblaciones objetivo densas no ha sido demostrado.
La técnica ha sido exitosamente usada para erradicar la mosca del gusano barrenador (Cochliomyia hominivorax) en áreas de América del Norte. Además hubo muchos éxitos en controlar especies de moscas de fruta, particularmente la mosca de fruta mediterránea (Ceratitis capitata) y la mosca de fruta mexicana (Anastrepha ludens).
Los insectos son mayoritariamente esterilizados con radiación, la cual les podría debilitar si la dosis no es correctamente aplicada, reduciendo su forma física. Otras técnicas de esterilización están bajo desarrollo que no afectarían la forma física.

## Programas exitosos
- El gusano barrenador del ganado (Cochliomyia hominivorax) fue erradicado de Estados Unidos, México, América Central, Puerto Rico y Libia.[7]
- La mosca de la fruta mexicana (Anastrepha ludens, Loew) fue erradicada de la mayor parte del norte de México.
- La mosca tsé-tsé, Glossina fue erradicada de Zanzíbar.
- La mosca mediterránea de la fruta (Ceratitis capitata, Wiedemann) fue erradicada desde el norte de Chile al sur de Argentina, también Perú y México. Se la está suprimiendo de Croacia, Israel, Sudáfrica y España.
- La polilla del manzano (Cydia pomonella) está siendo suprimida de partes de la Columbia Británica, en Canadá.[8]
- La lagarta rosada (Pectinophora gossypiella) erradicada del sudoeste norteamericano y del nordeste de México.
- La polilla de los citrus (Thaumatotibia leucotreta) está siendo suprimida en partes de Sudáfrica.
- El gusano de la tuna (Cactoblastis cactorum) fue erradicado de Yucatán, México.
- La mosca del melón (Bactrocera cucurbitae) Coquillett) fue erradicada de Okinawa.[9]
- El gusano de la cebolla (Delia antiqua) está siendo controlado en plantaciones de cebolla en los Países Bajos.[10]

## Perspectivas
Los métodos biotecnológicos de organismos genéticamente modificados y de organismos transgénicos están en proceso de desarrollo. No existe un sistema legal que autorice la liberación de tales organismos en la naturaleza, la esterilización por radiación sigue siendo el método más usado. Hubo una reunión en la sede de FAO en Roma, del 8 al 12 de abril de 2002, sobre el
"Status and Risk Assessment of the Use of Transgenic Arthropods in Plant Protection". Los resultados de la reunión han sido usados por la organización regional de FAO, North American Plant Protection Organization (NAPPO) para desarrollar NAPPO Regional Standard No. 27 en "Guidelines for Importation and Confined Field release of Transgenic Arthropods", que puede proveer una base para el desarrollo racional del uso de artrópodos transgénicos.

## Beneficios económicos
Los beneficios económicos están comprobados. La erradicación del gusano barrenador Cochliomyia de América del norte y central ha beneficiado a la industria del ganado en más de mil quinientos millones de dólares al año. México protege las exportaciones de frutas y verduras a razón de más de tres mil millones de dólares anuales por medio de una inversión de  $25 millones. La erradicación de la mosca mediterránea de la fruta ha abierto los mercados de exportación en Chile a razón de $500 000 anuales. La erradicación de la mosca tsetse ha resultado en beneficios socioeconómicos significativos en Zanzíbar. Cuando se aplica en una zona vasta, la técnica del insecto estéril es económica además de ser ventajosa para el ambiente, en comparación con los métodos tradicionales de control de plagas.